# Subtatranské příkrovy

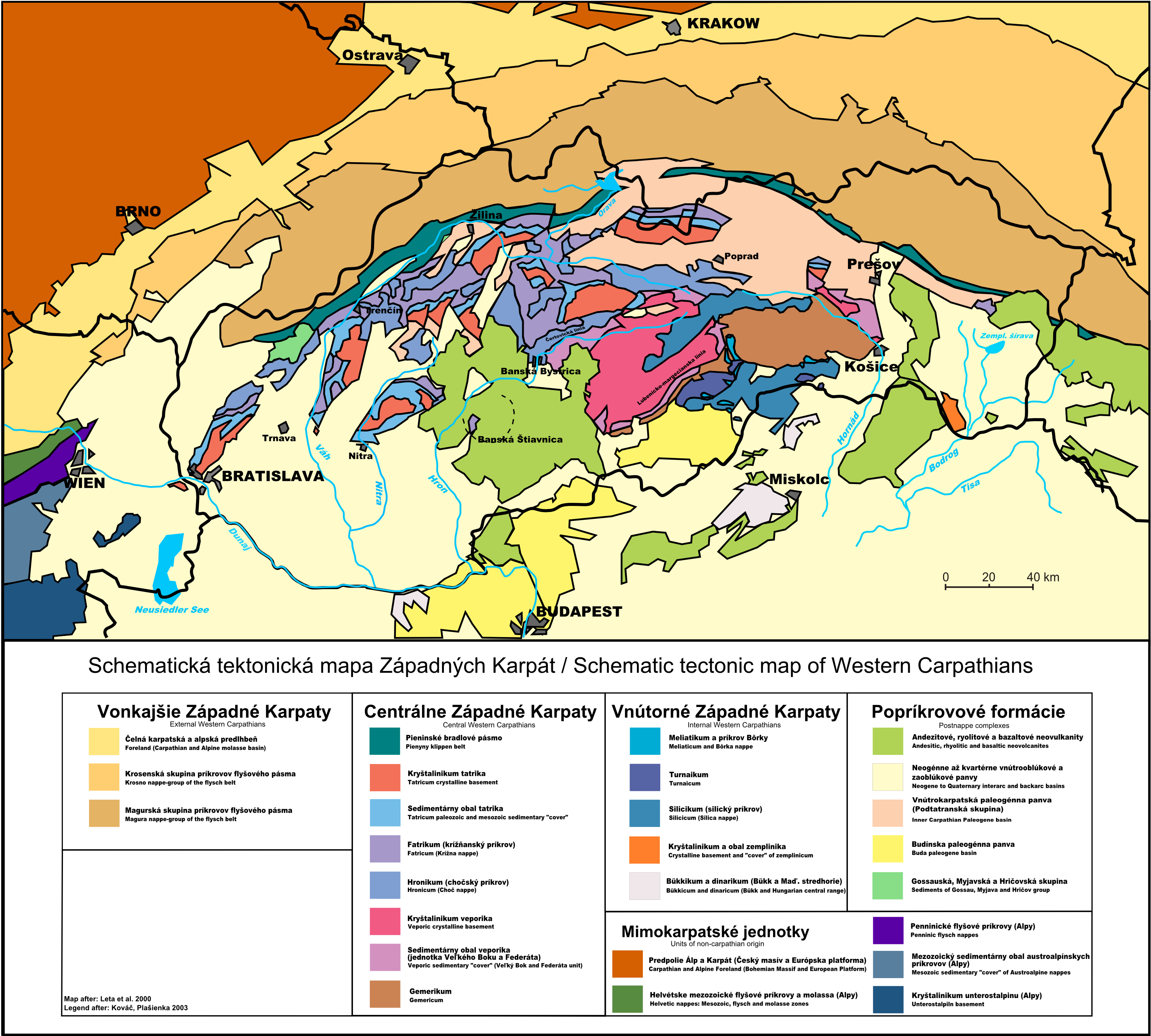
Geologická mapa Slovenska

Subtatranské příkrovy jsou příkrovové jednotky Západních Karpat, které leží v pásmu jádrových pohoří nad tatrikem. Tvoří je dva příkrovy: 
- spodní – fatrikum (též „krížňanský příkrov“)
- vrchní – hronikum („chočský příkrov“)

Oba příkrovy jsou tenkokůrové příkrovy, které obsahují zejména druhohorní sedimenty, převážně velké mocnosti triasových vápenců a dolomitů. Svojí stavbou se však od seba liší. Hronikum ztratilo spojení se svou původní domovskou oblastí (je bezkořenným příkrovem), zatímco fatrikum leží svou severní, největší částí na cizím ale menší jižní částí i na vlastním podkladu. Na více místech se tyto příkrovy dělí na částková tělesa, například v Belianských Tatrách se fatrikum člení na částkové příkrovy – jednotka Havrana a jednotka Bujačieho vrchu. Doposud nebyly nalezeny kontakty, kde by leželo hronikum (vyšší příkrov) přímo na tatriku, i když lokálně může k takovému jevu docházet.
V minulosti bylo vyčleněno vícero vyšších příkrovů ležících na hroniku. Patřil mezi ně hlavně strážovský příkrov, který je dnes chápán jako nejvyšší částková struktura hronika, duplexového charakteru oddělená z mojtínsko-harmanecké karbonátové plošiny. Vyčleňován byl zejména pro svůj zvláštní vývoj s převahou masivních rifových wettersteinských vápenců (tzv. „wettersteinská facie“), kvůli čemuž byl někdy spojován se silicikem. Takto byly vyčleňovány i havranický, jablonický, nedzovský a tematínský příkrov. Tato tělesa jsou dnes vlastně příkrovovými troskami jednoho mohutného tělesa, označovaného jako považský příkrov, který byl z velké části zničen erozí.
Termín subtatranský byl odvozen od názvu subtatranské série v oblasti polských Tater. To mělo vyjadřovat jejich geomorfologické postavení, ne tektonické postavení pod tatrikem. Dnes se termín používá spíše ojediněle a je nahrazován pojmenováními pro jednotlivé příkrovové jednotky (hronikum a fatrikum). 

## Vznik a vývoj
Vrstevní sled subtatranských příkrovů většinou začíná na bázi střednětriasových karbonátů a končí v střední křídě. Starší horniny obvykle nejsou zachovány, protože k odtržení příkrovů došlo na souvrstvích spodnětriasových verfénských břidlic a karpatského keupru. Podložní krystalinikum se zachovalo jen výjimečně, ve fatriku je ho možno sledovat v tektonických oknech v Rázdielské jednotce a v oblasti Starých Hor. V hroniku se zachovala část předdruhohorního podloží ve formě silných souvrství bazaltových vulkanoklastik mladopaleozoického (karbonského a permského) stáří, označované jako ipoltická skupina.
Přesun subtatranských příkrovů nastal ve svrchní křídě (cenoman až střední turon), přičemž jako první bylo přesunuto fatrikum a na něj se nasunulo hronikum. Směr přesunu byl generálně z jihu na sever.